# 7007 Timjull
A 7007 Timjull (ideiglenes jelöléssel 1981 EK34) a Naprendszer kisbolygóövében található aszteroida. Schelte J. Bus fedezte fel 1981. március 2-án.